# Tour de Suisse 1962
Die 26. Tour de Suisse fand vom 14. bis 20. Juni 1962 statt. Sie führte über sieben Etappen und eine Gesamtdistanz von 1273,1 Kilometern.
Gesamtsieger wurde, wie schon 1959, der Deutsche Hennes Junkermann. Die Rundfahrt startete in Zürich mit 63 Fahrern, von denen 44 Fahrer – ebenfalls in Zürich – ins Ziel kamen.

## Etappen
| Etappe    | Tag      | Start – Ziel            | km        | Etappensieger     | Gesamtwertung     |
| --------- | -------- | ----------------------- | --------- | ----------------- | ----------------- |
| 1. Etappe | 14. Juni | Zürich – Diessenhofen   | 212       | Dino Bruni        | Dino Bruni        |
| 2. Etappe | 15. Juni | Diessenhofen – Biel     | 216       | Jos Vloeberghs    | Dino Bruni        |
| 3. Etappe | 16. Juni | Biel – Thun             | 248       | Hennes Junkermann | Hennes Junkermann |
| 4. Etappe | 17. Juni | Thun – Heiligenschwendi | 9,1 (BZF) | Hennes Junkermann | Hennes Junkermann |
| 5. Etappe | 18. Juni | Thun – Bellinzona       | 206       | Gilbert Desmet    | Hennes Junkermann |
| 6. Etappe | 19. Juni | Bellinzona – Vaduz      | 184       | Luigi Mele        | Hennes Junkermann |
| 7. Etappe | 20. Juni | Vaduz – Zürich          | 198       | Dieter Kemper     | Hennes Junkermann |